# Giulio Ascoli
Giulio Ascoli (20 de enero de 1843, Trieste, Imperio austríaco - 12 de julio de 1896, Milán) fue un matemático judío-italiano. Fue alumno de la Scuola Normale di Pisa, donde se graduó en 1868.
En 1872 se convirtió en profesor de Álgebra y Cálculo de la universidad Politecnico di Milano. Desde 1879 fue profesor de matemáticas en el Reale Istituto Tecnico Superiore, donde en 1901 se colocó una placa que lo recuerda.
También fue miembro correspondiente del Istituto Lombardo.
Hizo contribuciones a la teoría de funciones de variable real y a las series de Fourier. Por ejemplo, Ascoli introdujo el concepto de equicontinuidad en 1884, un tema considerado como uno de los conceptos fundamentales en la teoría de funciones reales. En 1889, el matemático italiano Cesare Arzelà generalizó un teorema de Ascoli en el teorema de Arzelà-Ascoli (Ascoli demostraba una implicación y Arzelà demostró la equivalencia entre las dos condiciones del teorema), un criterio para decidir qué conjuntos de funciones continuas definidas en un intervalo cerrado y acotado son compactos (con la topolgía métrica inducida por la norma del supremo).